# Дэвис, Терри
Терренс Эндрю (Терри) Дэвис (род. 15 декабря 1969, Милуоки, Висконсин, США — 11 августа 2018, Те-Далс, Орегон, США) — американский программист, создатель операционной системы TempleOS. Её разработка была чрезвычайно сложной, требующей много времени и необычной задачей для одного человека.
В свои последние годы жизни стал популярным в Интернете, регулярно публикуя видеоблоги в социальных сетях. Он называл себя «самым умным программистом из когда-либо живших». Страдал от бреда величия из-за шизофрении и думал, что он был избран Богом для создания «цифрового храма», TempleOS, на создание которого потратил более десяти лет.

## Ранняя жизнь
Терренс Эндрю Дэвис родился в Уэст-Аллисе, штате Висконсин, седьмым из восьми детей. Позже он переезжал в Вашингтон, Мичиган, Калифорнию и Аризону. Его отец работал инженером-технологом. В начальной школе Дэвис пользовался компьютером Apple II . Будучи подростком, он изучал язык ассемблера на компьютере Commodore 64.
В 1994 году он получил степень магистра в области электротехники в Университете штата Аризона. В течение нескольких лет он работал в Ticketmaster программистом для машин VAX. В 2011 году он написал по поводу своей аттестации следующее: «Все знают, что электротехника стоит выше в инженерной иерархии, чем информатика, потому что для неё требуется настоящая математика. Я гений, хотя и посредственный».

## Начало болезни
Дэвис вырос католиком, но большую часть своей взрослой жизни был атеистом до самопровозглашённого «откровения от Бога».
Начиная с 1996 года, Дэвис помещался в психиатрическое отделение примерно каждые шесть месяцев из-за повторяющихся маниакальных эпизодов. В марте у него начались регулярные маниакальные приступы и развились галлюцинации, связанные с пришельцами и правительственными агентами.
Первоначально Дэвису был поставлен диагноз «биполярное расстройство», а позже было объявлено, что у него шизофрения. Впоследствии он почувствовал «вину за то, что был таким атеистом, пропагандирующим технологии», и попытался подражать Иисусу, раздав всё своё имущество и ведя кочевой образ жизни. В июле 1996 года он вернулся в Аризону и начал разрабатывать планы по созданию нового бизнеса. Он спроектировал трёхкоординатный фрезерный станок, поскольку, как он вспоминал, его целью была 3D-печать. Инцидент с использованием инструмента Dremel, который едва не привёл к пожару в его квартире, заставил отказаться от этой идеи. Впоследствии он получал пособия по инвалидности и проживал в Лас-Вегасе со своими родителями до момента своей смерти.

## Создание операционной системы
TempleOS, известная как «J Operating System» с 2004 по 2005 год, «LoseThos» с 2006 по начало 2012 года и «SparrowOS» с конца 2012 года, является операционной системой, аналогичной Commodore 64, DESQview и другим ранним интерфейсам на базе DOS. Она была написана на разработанном Дэвисом языке программирования Holy C, который представлял собой нечто среднее между C и C++. Он был задуман Дэвисом в начале 2000-х и разрабатывался в одиночку в течение десятилетия. Это включало разработку оригинального языка программирования, редактора, компилятора и ядра. В конечном итоге в операционной системе было более 100 000 строк кода.
В 2005 году Дэвис заявил, что его целью в отношении операционной системы было «воссоздать динамичную среду, которая существовала во времена Commodore 64 и когда все создавали нестандартное программное обеспечение». Он сделал систему, похожую на Commodore 64, но «в тысячу раз» более высокой скоростью обработки данных. В 2008 году он написал, что основной целью LoseThos было «создание видеоигр». У него нет сетевой поддержки или Интернета..
Позже Дэвис заявил, что он общается с Богом напрямую и что Бог велел ему создать преемника Второго Храма в качестве операционной системы.
В 2012 году Дэвис сказал, что с 2009 года LoseThos был скачан 10 000 раз и что «нет никаких доказательств того, что кто-то его устанавливал. Я нахожусь в тюрьме ЦРУ». В этом же году он переименовал LoseThos в SparrowOS, а на следующий год — в TempleOS.

## Смерть
Вечером 11 августа 2018 года, во время прогулки вдоль железнодорожных путей, Дэвис был сбит насмерть поездом Union Pacific. Следователи не смогли определить, была ли его смерть самоубийством или случайным стечением обстоятельств, хотя машинист поезда предположил, что это было самоубийство. В полицейском отчёте упоминалось, что Дэвис шёл спиной к поезду и что он обернулся перед моментом столкновения.

### Дань уважения
Когда в Интернете появились сообщения о его смерти, поклонники почтили его память в нескольких сообщениях, размещённых в социальных сетях. Через веб-сайт TempleOS его семья обратилась к людям с просьбой делать пожертвования «организациям, работающим над облегчением боли и страданий, вызванных психическими заболеваниями». В декабре 2018 года хакеры взломали неофициальное сообщество Linux.org, чтобы включить в него ссылку на смерть Дэвиса. В ноябре 2019 года Дэвис стал героем 30-минутного документального фильма на BBC Radio 4.